# Mariano Pérez Luzaró
Mariano Pérez Luzaró (Mozoncillo, Segovia, 14 de septiembre de 1817 - Madrid, 3 de marzo de 1885) fue un abogado, periodista e historiador español.

## Biografía
Escribió una documentada e importante Historia de la Revolución de Italia en 1848 y 1849, (Madrid, 1851, reimpresa en íd., lib. de Castillo, 1853). Fue senador por Canarias y fiscal togado del Supremo Consejo de la Armada, redactor de La Prensa (1847-1848) y El Espectador (1854), así como de La España (en los años que precedieron a la Revolución de septiembre) y La Igualdad (1868-1870).